# Elrhazosaurus
Elrhazosaurus nigeriensis
Genre
Espèce
Elrhazosaurus est un genre éteint de dinosaures ornithopodes de la famille des Dryosauridés dont des restes fossiles ont été trouvés au Niger dans les roches de la formation d'Elrhaz. Il a vécu il y a environ 115 millions d'années, au Crétacé. Ses restes sont d'abord attribués à une nouvelle espèce d'un genre connu de Dryosauride européen,  Valdosaurus, puis sont identifiés comme appartenant à un nouveau genre de dinosaure.
Une seule espèce est rattachée au genre : Elrhazosaurus nigeriensis. 

## Classification
Elrhazosaurus est décrit à partir de l'os d'un fémur gauche, MNHN   GDF   332, prélevé par Philippe Taquet dans la formation d'Elrhaz de la région de Gadoufaoua, au Niger. Cette formation rocheuse remonte à la fin de l'Aptien, il y a environ 115 des millions d'années. L'os a été désigné comme spécimen type d'une nouvelle espèce de Valdosaurus ( V. nigeriensis ) par Peter Galton et Taquet en 1982, ces scientifiques  considérant qu'il se distinguait de l'espèce type V. canaliculatus notamment par l'emplacement des trochanters. Parce que V. canaliculatus est connu à partir de fossiles européens, la présence d'une espèce apparentée en Afrique centrale a été interprétée comme la preuve d'une connexion terrestre entre les deux continents
V. nigeriensis a été érigé en genre, Elrhazosaurus, par Galton en 2009. Cette redéfinition, ou création, est due à des raisons de morphologie et d'âge géologique différents par rapport à V. canaliculatus (Elrhazosaurus date de l'Aptien, tandis que V. canaliculatus date du Barrémien). Elrhazorausus est toujours considéré comme un Dryosauridé.
Clint Boyd classe Elrhazosaurus nigeriensis comme une espèce africaine d'iguanondontien Dryosauridé, de même que Dysalotosaurus lettowvorbecki (Virchow, 1919), au côté d'espèces européennes d'iguanondontien dryosauridés, Valdosaurus canaliculatus (Galton, 1975), et Callovosaurus leedsi (Lydekker, 1889), et de l'espèce nord-américaine Dryosaurus altus (Marsh, 1878).
Bien qu'Elrhazosaurus soit parfois décrit comme étant uniquement connu à partir d'un os du fémur au moins un os du membre antérieur a été attribué au genre.

## Description
Les estimations de sa masse corporelle indiquent qu'il pesait en moyenne 48 kg et mesurait 3 mètres.
Elrhazosaurus était un coureur bipède herbivore. 

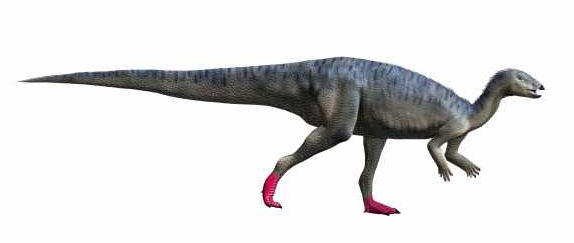
Reconstitution d' E. Nigeriensis

## Paléoécologie et paléobiologie
Elrhazosaurus nigeriensis vivait dans la formation d'Elrhaz, principalement constituée de grès fluviaux, où de nombreux  fossiles d'animaux ont été découverts, notamment des  dinosaures théropodes (eocarcharia, Kryptops, suchomimus), le sauropode Nigersaurus, différents genres de crocodylomophes (Anatosuchus, Araripesuchus, Sarcosuchus et Stolokrosuchus), les iguanodontiens Lurdusaurus et Ouranosaurus, des tortues, des bivalves d'eau douce, etc .